# Победници европских првенстава у атлетици на отвореном — бацање кладива за мушкарце
Победници европских првенстава у атлетици у дисциплини бацање кладива за мушкарце, која је на програму од првог Европског првенства у Торину 1934. године, приказани су у следећој табели са њиховим резултатима. Резултати су исказани у метрима.
| Европско првенство     |                                          | Резултат  |                                     | Резултат |                                      | Резултат |
| Торино 1934            | Виле Перхеле · Финска                    | 50,34 РЕП | Фернандо Вандели · Италија          | 48,69    | Гунар Јансон · Шведска               | 47,85    |
| Париз 1938             | Карл Хајн · Трећи рајх                   | 58,77 РЕП | Ервин Бласк · Трећи рајх            | 57,34    | Оскар Малмбрант · Шведска            | 51,23    |
| Осло 1946              | Бо Ериксон · Шведска                     | 56,44     | Ерик Јохансон · Шведска             | 53,54    | Кларк Данкан · Уједињено Краљевство  | 51,32    |
| Брисел 1950            | Свере Страндли · Норвешка                | 55,71     | Тесео Тадија · Италија              | 54,73    | Јири Дадак · Чехословачка            | 53,64    |
| Берн 1954              | Михаил Кривоносов · Совјетски Савез      | 63,34 СР  | Свер Страндли · Норвешка            | 61,07    | Јозеф Жермак · Мађарска              | 59,72    |
| Стокхолм 1958          | Тадеуш Рут · Пољска                      | 64,78     | Михаил Кривоносов · Совјетски Савез | 63,78    | Ђула Живоцки · Мађарска              | 63,68    |
| Београд 1962 детаљи    | Ђула Живоски · Мађарска                  | 69,64     | Алексеј Баитовски · Совјетски Савез | 66,93    | Јуриј Бакаринов · Совјетски Савез    | 66,57    |
| Будимпршта 1966        | Ромуалд Клим · Совјетски Савез           | 70,02     | Ђула Живоцки · Мађарска             | 68,62    | Уве Бајер · Западна Немачка          | 67,28    |
| Арина 1969             | Анатолиј Бондарчук · Совјетски Савез     | 74,68     | Ромуалд Клим · Совјетски Савез      | 72,74    | Рајнхард Тајмер · Источна Немачка    | 72,02    |
| Хелсинки 1971          | Уве Бајер · Западна Немачка              | 72,36     | Рајнхард Тајмер · Источна Немачка   | 71,80    | Анатолиј Бондарчук · Совјетски Савез | 71,40    |
| Рим 1974               | Алексејевић Сергејевич · Совјетски Савез | 74,20     | Јохен Захсе · Источна Немачка       | 74,00    | Рајнхард Тајмер · Источна Немачка    | 71,62    |
| Праг 1978.             | Јуриј Седих · Совјетски Савез            | 77,28     | Роланд Штојк · Источна Немачка      | 77,24    | Карл Ханс Рим · Западна Немачка      | 77,02    |
| Атина 1982             | Јуриј Седих · Совјетски Савез            | 81,66     | Игор Никулин · Совјетски Савез      | 79,44    | Сергеј Литвинов · Совјетски Савез    | 78,66    |
| Штутгарт 1986          | Јуриј Седих · Совјетски Савез            | 86,74 СР  | Сергеј Литвинов · Совјетски Савез   | 85,74    | Игор Никулин · Совјетски Савез       | 82,20    |
| Сплит 1990 детаљи      | Игор Апстакович · Совјетски Савез        | 84,14     | Тибор Гечек · Мађарска              | 80,14    | Игор Никулин · Совјетски Савез       | 80,02    |
| Хелсинки 1994          | Василиј Сидоренко · Русија               | 81,10     | Игор Апстакович · Белорусија        | 80,40    | Хајнц Вајс · Немачка                 | 78,48    |
| Будимпешта 1998        | Тибор Гечек · Мађарска                   | 82,87     | Балаж Киш · Мађарска                | 81,26    | Карстен Кобс · Немачка               | 80,13    |
| Минхен 2002            | Адријан Ануш · Мађарска                  | 81,17     | Владислав Пискунов · Украјина       | 80,39    | Александрос Пападимитриу · Грчка     | 80,21    |
| Гетеборг 2006 детаљи   | Иван Тихон · Белорусија                  | 81,11     | Оли-Пека Карјалаинен · Финска       | 80,84    | Вадим Девјатовски · Белорусија       | 80,76    |
| Барселона 2010. детаљи | Либор Хафрајтаг · Словачка               | 80,02     | Никола Вицони · Италија             | 79,12    | Кристијан Парш · Мађарска            | 79,06    |
| Хелсинки 2012. детаљи  | Кристијан Парш Мађарска                  | 79,72     | Алексеј Загорни Русија              | 77,40    | Шимон Зјолковски Пољска              | 76,67    |
| Цирих 2014. детаљи     | Кристијан Парш Мађарска                  | 82,69     | Павел Фајдек Пољска                 | 82,05    | Сергеј Литвинов Русија               | 79,35    |
| Амстердам 2016. детаљи | Павел Фајдек · Пољска                    | 82,93     | Иван Тихон · Белорусија             | 78,84    | Војћех Новицки · Пољска              | 77,53    |
| Берлин 2018. детаљи    | Војћех Новицки · Пољска                  | 80,12     | Павел Фајдек · Пољска               | 78,69    | Бенце Халас · Мађарска               | 77,36    |
| Минхен 2022. детаљи    | Војћех Новицки · Пољска                  | 82,00     | Бенце Халас · Мађарска              | 80,92    | Елвинд Хенриксен · Норвешка          | 79,45    |
| Рим 2024. детаљи       | Војћех Новицки · Пољска                  | 80,95     | Бенце Халас · Мађарска              | 80,49    | Михајло Кохан · Украјина             | 80,18    |
| Бирмингем 2026. детаљи |                                          |           |                                     |          |                                      |          |

## Биланс медаља у бацању кладива
Стање после 2024.
|     | Држава               |    |    |    |    |
| --- | -------------------- | -- | -- | -- | -- |
| 1.  | Совјетски Савез      | 8  | 5  | 5  | 18 |
| 2.  | Мађарска             | 5  | 5  | 4  | 14 |
| 3.  | Пољска               | 5  | 2  | 2  | 9  |
| 4.  | Белорусија           | 1  | 2  | 1  | 4  |
| 5.  | Шведска              | 1  | 1  | 2  | 4  |
| 6.  | Норвешка             | 1  | 1  | 1  | 3  |
| 7.  | Финска               | 1  | 1  | -  | 2  |
| 7.  | Трећи рајх           | 1  | 1  | -  | 2  |
| 9.  | Западна Немачка      | 1  | -  | 2  | 3  |
| 10. | Русија               | 1  | -  | 1  | 2  |
| 11. | Словачка             | 1  | -  | -  | 1  |
| 12. | Италија              | -  | 4  | -  | 4  |
| 13. | Источна Немачка      | -  | 3  | 2  | 5  |
| 14. | Украјина             | -  | 1  | 1  | 2  |
| 15. | Немачка              | -  | -  | 2  | 2  |
| 16. | Грчка                | -  | -  | 1  | 1  |
| 16. | Уједињено Краљевство | -  | -  | 1  | 1  |
| 16. | Чехословачка         | -  | -  | 1  | 1  |
|     | Укупно 18 земаља     | 26 | 26 | 26 | 72 |